# Renault Gordini
Renault Gordini war ein Rallye- bzw. Motorsportfahrzeug des Fahrzeugherstellers Renault. Seit 2010 werden einige Renault-Fahrzeuge als sportliche Gordini-Sondermodelle vermarktet.

## Geschichte
1957 erhielt die Firma Usine Amédée Gordini von Renault den Auftrag, auf der Basis des Renault Dauphine ein Rallye-Auto zu entwickeln. 1969 wurde die Tuningfirma in das Unternehmen Renault eingegliedert. 1975 wurde schließlich die Firma „Usine Amédée Gordini“ aus Viry-Châtillon offiziell zur Abteilung Renault Sport, der heutigen Renault Sport Technologies (RST). Gordini brachte im Verlauf der Motorsportaktivitäten von Renault seine umfangreiche Erfahrung ein und arbeitete neben dem Formel-1-Projekt von Renault am Start bei dem „24-Stunden-Rennen von Le Mans“ mit, das Renault 1978 mit der Alpine A442 gewann.

## Modelle von 1958 bis 1977

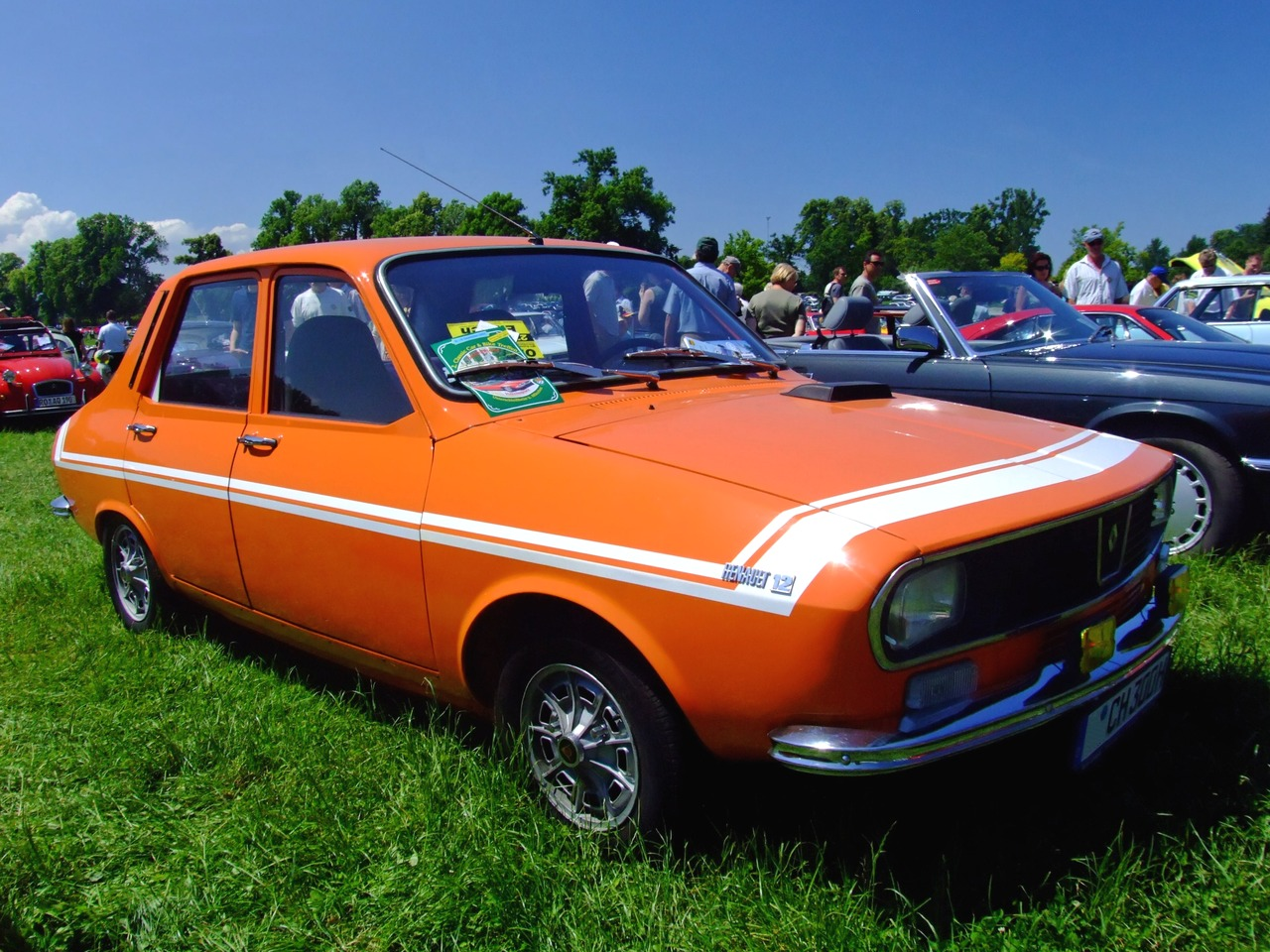
Renault 12 Gordini (1974)

Folgende Renault-Modelle waren in einer Sportversion verfügbar, die vom Autotuner Gordini überarbeitet wurden:
- Renault Dauphine Gordini (1958–1963; 1965–1968)
- Renault Caravelle Gordini (1960–1965)
- Renault 8 Gordini (1965–1970)
- Renault 12 Gordini (1971–1974)
- Renault 17 Gordini (1974–1977)

Der Renault 17 wurde in den Vereinigten Staaten zeitweise unter der Bezeichnung Renault Gordini Coupé Convertible vertrieben. Die Ausstattung entsprach mit veränderten Scheinwerfern und Stoßfängern den speziellen Anforderungen des US-amerikanischen Marktes. Angetrieben wurde er von einem 4-Zylinder-Reihenmotor mit 1647 cm³ Hubraum und 95 SAE-PS.

## Modelle seit 2010

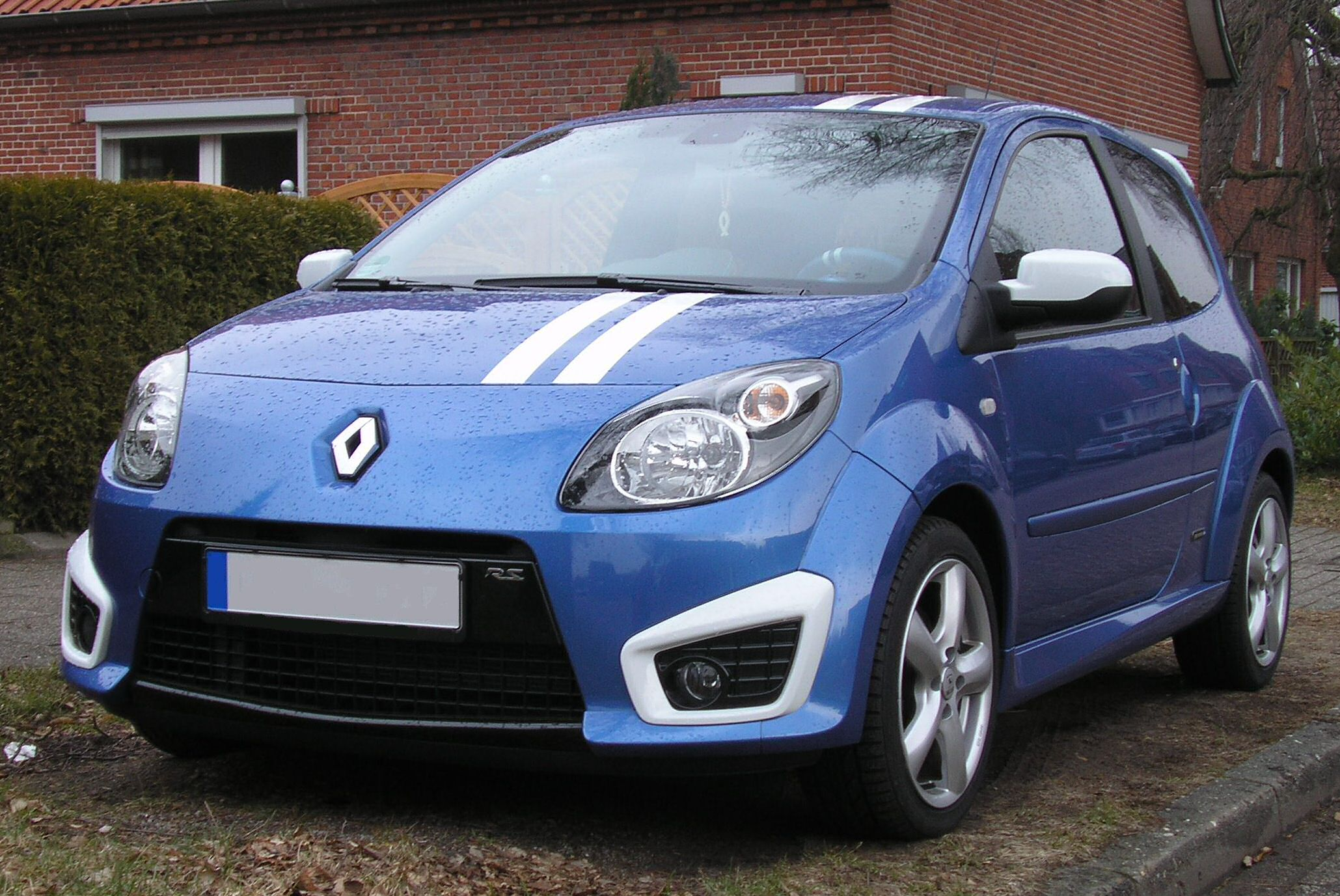
Renault Twingo Gordini R.S. (2010)

Seit 2010 bietet Renault wieder Gordini-Modelle an. Diese wurden von der hauseigenen Sportschmiede Renault Sport Technologies (RST) entwickelt und weisen das typische Gordini-Erscheinungsbild mit blauer Lackierung und weißen Doppelstreifen auf. Darunter waren die folgenden Modelle erhältlich:
- Renault Twingo Gordini R.S. (2010–2013)
- Renault Clio Gordini R.S. (2010–2012)
- Renault Wind Gordini (2011–2013)